# Шевченко Олексій Анатолійович
Шевченко Олексій Анатолійович — український програміст та мільярдер, співзасновник компанії Grammarly.

## Життєпис
Навчався в англомовному Міжнародному християнському університеті.
У 2004 році разом з Литвином Максимом запустив в Торонто свою першу компанію MyDropbox. Їхній сервіс перевіряв студентські роботи на плагіат. 2007 року ним користувалися 800 університетів. Через рік Шевченко та Литвин продали сервіс компанії Blackboard. За згодою Макс ще два роки пропрацював у Blackboard.
У 2009 разом з Литвином Максимом та Дмитром Лідером заснував компанію Grammarly — онлайн-сервіс для перевірки правопису тексту англійською мовою
У 2020 році статки Олексія склали $250 млн, що відповідає 36-му місцю в переліку найбагатших українців за версією Forbes.
У 2022 році статки Олексія складали $4 млрд (у лютому) і $2,3 млрд (у грудні), що відповідає 2-му місцю в переліку найбагатших українців за версією Forbes.